# 吳芮甄
吳芮甄（1988年11月2日—），台灣女創業家、女演員、製作人、選角指導。現為拍手數位科技股份有限公司 （页面存档备份，存于）創辦人與執行長。
2012在偶像劇《戀夏38℃》與胡宇威、吳映潔（鬼鬼）同台飆戲，飾演單純開朗的大女孩之後，戲約不斷。受邀參與《料理情人夢》、《真愛趁現在》等多部偶像劇。隨後客串喜劇電影《大尾鱸鰻》及黃真真導演的電影《閨密》皆有亮眼的表現。出道後跨越影視幕前、幕後工作，於2016創立台灣第一個影視娛樂整合平台「拍手Clappin （页面存档备份，存于）」，運用科技的結合，打破傳統限制，打造影視娛樂新型態，並致力於推廣台灣演藝人員及影視幕後人才。

## 演出作品

### 電視劇
| 首播年份 | 播放頻道   | 戲劇名稱             | 角色          | 導演     |
| 2012     | 中視       | 料理情人夢           | 珠寶店店長    |          |
| 2012     | 中視       | 戀夏38℃              | 鴨子          | 黃朝亮   |
| 2012     | 大愛       | 心和萬事興           | 陳貞心        |          |
| 2012     | 三立       | 真愛趁現在           | 吳小甄        |          |
| 2013     | 台視       | 家有Mr.J             | Ivy           |          |
| 2013     | 緯來電影台 | 便利人生             | 女警(林伶芬） |          |
| 2014     | 公視       | 人生劇展《偷窺心事》 | 小敏          |          |
| 2015     | 大愛       | 南國小太陽           | 顏淑惠        |          |
| 2015     | 大愛       | 阿嬌姨的苦甘人生     | 楊雅喬        |          |
| 2015     | 公視       | 一把青               | 鄧寶如(小鄧） | 曹瑞原   |
| 2016     | 大愛       | 歸·娘家              |               |          |
|          | 愛奇藝     | 王牌御史             | 客串          |          |
|          | 愛奇藝     | 說好的青春呢         | 客串          |          |
| 2017     | 愛奇藝     | 浪花嬌娃             | 拳擊女        |          |
| 2020     | HBO        | 戒指流浪記           | 夜店女        | 北村豐晴 |

### 電影
| 首播年份 | 電影名稱     | 飾演角色 | 導演           |
| 2013     | 《大尾鱸鰻》 | 警局女警 | 邱瓈寬         |
| 2014     | 《閨蜜》     | 受訪者   | 黃真真         |
| 2016     | 《獨一無二》 | 小模     | 楊順清         |
| 2020     | 《失路人》   | 拳擊新娘 | 張志威、林芷芸 |
| 2021     | 《青春弒戀》 | 刑警     | 何蔚庭、胡至欣 |

### 短片
- 2012 文化大學廣電系畢業製作《微笑合作社》
- 2014 高雄電影節《凡凡》

### 音樂錄影帶
- 2014 麋先生 Mixer《上台（页面存档备份，存于）》
- 2015 阿密特《你想幹什麼（页面存档备份，存于）》
- 2018 陳昇《華人公寓 （页面存档备份，存于）》
- 2018 陳昇《粉紅色假期 （页面存档备份，存于）》
- 2018 陳昇《紫月亮》

### 舞台劇
- 2009 北藝大天使蛋兒童劇團《兔子先生等等我》
- 2010 北藝大戲劇學院冬季公演《摩訶婆羅多》
- 2010 1911劇團《愛情翻花繩》（此製作在2012受邀前往澳門演出）
- 2011 1911劇團《莎樂美》
- 2012 台灣戲劇表演家《淘氣小親親》
- 2013 表演工作坊《亂民全講》校園版
- 2013 臺北藝穗節 台北實驗劇團《愛神紅包場》
- 2014 表演工作坊《只有桃花源》校園版

### 電視節目錄影
- 萬秀豬王,戀夏38℃宣傳
- 萬秀豬王,短劇演出
- 完全娛樂,戀夏38℃宣傳
- 天才衝衝衝,2012年8月4日
- 天才衝衝衝,2012年9月29日（页面存档备份，存于）
- 天才衝衝衝,2012年10月20日
- 天才衝衝衝,2013年6月1日
- 小燕之夜 曖昧都讓他們受盡委屈
- 台灣尚青,台南美食介紹

## 幕後工作
| 首播年份 | 類型       | 電影名稱                       | 職位               | 製作公司                                    | 導演           |
| 2013     | 競賽       | 48hour film Project《Gift》    | 製片               |                                             | 簡嫚書         |
| 2014     | 短片       | 普仁基金會公益短片《助學超人》 | 製作人/演員        |                                             | 簡嫚書         |
| 2015     | 競賽       | 48hour film Project《乞丐街》  | 製作人             |                                             | 邱柏昶         |
| 2016     | 競賽       | 48hour film Project《Play》    | 製片               |                                             | 簡嫚書         |
| 2016     | 網絡大電影 | 愛奇藝網絡電影《願池傳說》     | 助理製作人         | 博大影業                                    |                |
| 2016     | 網絡大電影 | 優酷網絡電影《惡魔校花放過我》 | 助理製作人         | 博大影業                                    |                |
| 2016     | 網絡大電影 | 優酷網絡電影《抓癢神探》       | 助理製作人         | 博大影業                                    |                |
| 2017     | 學生劇展   | 公視學生劇展《最後一站》       | 製片               | 公視                                        | 謝家忻         |
| 2017     | 短片       | 拍手宣導短片《演員的一週》     | 製作人             | 拍手數位科技股份有限公司                    | 許時豪         |
| 2018     | 廣告       | 聯發餐飲企業形象影片           | 製片               | 拍手數位科技股份有限公司                    | 三木克彥       |
| 2018     | 廣告       | 文鼎科技《字體面相學》         | 製片               | 拍手數位科技股份有限公司                    | 小貓肉球       |
| 2019     | 廣告       | 文鼎科技《字體動畫》形象短片   | 製片               | 文鼎科技                                    | 小貓肉球       |
| 2020     | 電視電影   | 《我是自願讓他殺了我》         | 選角指導、演員副導 | 七十六號原子 英傑哆影業股份有限公司         | 詹淳皓         |
| 2021     | 電影       | 《化劫》                       | 選角指導、演員副導 | 犢影制作電影有限公司                        | 施文翰         |
| 2021     | 電影       | 《你在我心上》                 | 選角指導           | 麻吉砥加電影有限公司 星勢力娛樂股份有限公司 | 林錦和         |
| 2022     | 影集       | 《Ｘ！又是星期一》             | 選角指導           | 求生指南股份有限公司 鏡文學股份有限公司     | 林暐恆(阿Kne)  |
| 2023     | 影集       | 《化外之醫》                   | 選角指導           | 公視 瀚草影視                               | 廖士涵、詹淳皓 |
| 2024     | 影集       | 《成名在望》                   | 選角指導           | 瀚草影視                                    | 陳冠仲         |
| 2025     | 電影       | 《死亡賭局》                   | 選角指導           | 英傑哆影業股份有限公司                      | 詹淳皓         |

## 外部連結
- 吳芮甄x臺台的Facebook專頁
- 臺台吳芮甄的新浪微博
- 吳芮甄的Instagram帳戶